# Úřední razítko

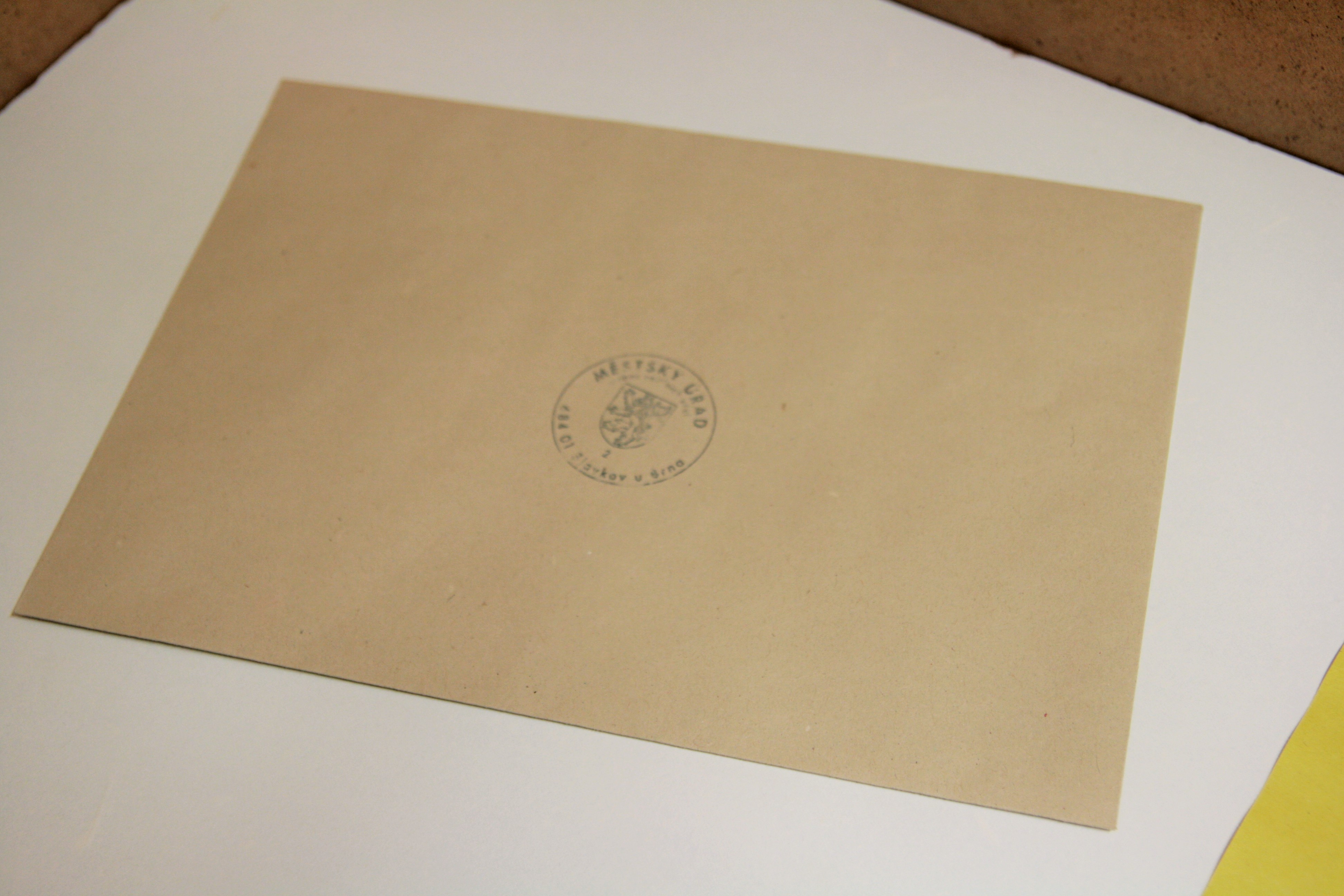
Obálka opatřená otiskem úředního razítka určená pro hlasování ve volbách

Úřední razítko je v českém právu označení pro razítko, na němž je vyznačen malý státní znak, které je určeno pro použití orgány veřejné moci.

## Zákonné vymezení

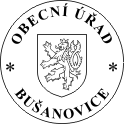
Úřední razítko obce Bušanovice

Podobu a použití úředního razítka upravuje zákon o užívání státních symbolů České republiky. Podle § 6 tohoto zákona jde o razítko, na němž je vyznačen malý státní znak; takové razítko má kulatý tvar o průměru 20 mm, 25 mm nebo 36 mm, a státní znak je vyobrazen uvnitř kruhu, na jehož obvodu je označení oprávněné osoby, popřípadě i označení její organizační součásti a sídla. Používá-li oprávněná osoba více úředních razítek, musí tato razítka obsahovat i pořadová čísla. Otisk úředního razítka je jednobarevný, barvu razítka zákon nestanoví. Osoby oprávněné užívat státní znak vyjmenovává § 2 téhož zákona; malý státní znak používají na rozhodnutích a jiných úředních aktech nebo na listinách osvědčujících důležité skutečnosti, vydávaných při výkonu své zákonem stanovené působnosti, tedy na veřejných listinách. Jiné osoby nesmí státní znak používat.
Mezi osoby oprávněné používat malý státní znak a tedy i úřední razítka patří i orgány územní samosprávy, použití je však omezeno na oblast přenesené působnosti.  Nelze tedy opatřovat úředním razítkem například obecně závazné vyhlášky územních samosprávných celků nebo smlouvy. Použití úředního razítka územním samosprávným celkem v případě, který není umožněn zákonem, naplňuje skutkovou podstatu správního deliktu. Případný požadavek správního orgánu, aby územně samosprávný celek opatřil dokument vydaný v samostatné působnosti otiskem úředního razítka, je v rozporu se zákonem a územně samosprávné celky by měly takový požadavek odmítnout.
Úřední razítko nesmí obsahovat velký státní znak - ten je zobrazen na státní pečeti.

## Razítka samosprávných celků

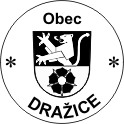
Kulaté razítko obce Dražice

Pro razítko obce zákon o obcích název „úřední razítko“ nezavádí a ponechává jej vyhrazený pro razítko s malým státním znakem, určené pro listiny vydávané v přenesené působnosti. Razítko obce, městského obvodu nebo městské části mohou podle § 111 odst. 5 a § 141 odst. 4 obec, městský obvod nebo městská část používat v případech, kdy není předepsáno použití úředního razítka s malým státním znakem. Razítko statutárního města, městského obvodu nebo městské části má uprostřed znak příslušného samosprávného celku a po obvodu razítka má jeho název. Tvar ani barva razítka nejsou zákonem stanoveny. Pro jiné obce než statutární města zákon podobu razítka obce nestanoví.
Podle § 70a zákona o krajích může kraj používat vlastní razítko, avšak podobu razítka zákon nestanoví. Rovněž však platí, že razítko kraje se používá pouze tehdy, nejde-li o výkon přenesené působnosti.
Podle § 15 odst. 5 zákona o hlavním městě Praze mohou hlavní město Praha a jeho městské části používat vlastní razítka. Razítko má uprostřed znak hlavního města Prahy nebo městské části a po obvodu razítka je uveden celý název města nebo městské části. K otištění razítka nesmí být použita černá barva. Tvar razítka zákon výslovně nestanoví. Podle § 82 musí být všechna rozhodnutí vydaná v samostatné působnosti hlavního města Prahy opatřena razítkem s označením „Hlavní město Praha“ s malým znakem hlavního města Prahy, nestanoví-li zvláštní zákon jinak. Podle § 105 se všechna rozhodnutí vydaná v samostatné působnosti městské části opatří razítkem s označením „Městská část“ a názvem městské části, s malým znakem městské části, nestanoví-li zvláštní zákon jinak. Při výkonu přenesené působnosti musí být použito razítko s malým státním znakem.

## Kulatá razítka

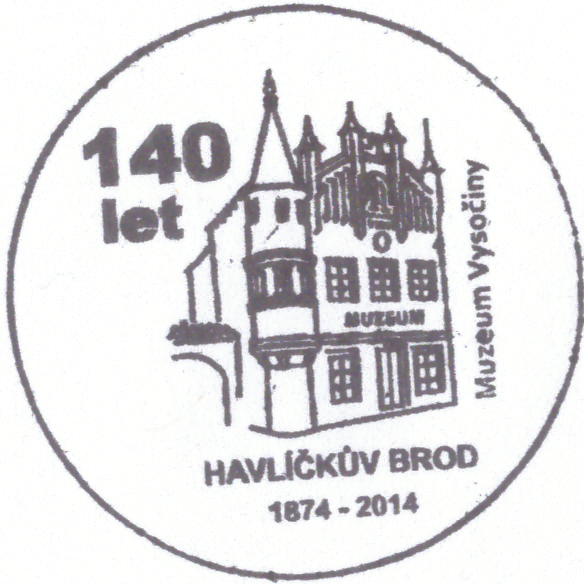
Kulaté razítko Muzea Vysočiny v Havlíčkově Brodě

Ačkoliv se někdy úřednímu razítku říká zjednodušeně „kulaté razítko“, nic nebrání jiným osobám, aby používaly takové kulaté razítko, které státní znak neobsahuje – například firemní, poštovní, turistické atd.
Kulatý tvar je výslovně předepsaný pouze pro úřední razítko státního orgánu. Pro razítka obcí, krajů ani městských částí a městských obvodů v samostatné působnosti není kulatý tvar výslovně předepsán, avšak tradičně bývá dodržován. U hlavního města Prahy, statutárních měst a jejich částí lze vhodnost kulatosti razítka nepřímo odvozovat z požadavku, že po obvodu razítka má být uveden název subjektu. 